# Mabel Urriola
Mabel Urriola fue una actriz cinematográfica y teatral argentina.

## Carrera
Urriola fue una actriz de perteneciente a la llamada Época de Oro del cine argentino, que trabajó entre  1940 y 1946, acompañando galanes de renombre y divas de los "teléfonos blancos" como Luis Sandrini, Alita Román, Pepe Iglesias, Floren Delbene, Tita Merello, Silvana Roth, Alberto Closas, Carmen Giménez, Niní Gambier, entre muchos otros.

### Filmografía
- 1940: Pájaros sin nido
- 1941: Joven, viuda y estanciera
- 1942: La mentirosa
- 1942: El tercer beso
- 1946: El diablo andaba en los choclos
- 1946: El tercer huésped
- 1946: 27 millones[3]

### Teatro
En 1943 incursionó en la obra Odioso de mi alma! junto con Arturo García Buhr, Julio Sosa, Nola Osés, José Vittori, Enrique Ferraro, Herminia Franco, Teresa Puente y Elías Ariel.